# Бријана Иди
Бријана Никол Иди (енгл. Breanna Nicole Yde; Лос Анђелес, 11. јун 2003) је млада америчка глумица најпознатија по улогама Френки Хатавеј у Никелодионовој серији Уклети Хатавејеви, Томике у Школа рока и Зои у филму Ловци на Деда Мраза.

## Филмографија
| Година    | Назив                                          | Улога           | Напомена/е                                          |
| --------- | ---------------------------------------------- | --------------- | --------------------------------------------------- |
| 2009      | Social Studies                                 | Ени             | Кратки филм                                         |
| 2010      | Level 26: Dark Prophecy                        | Млада Сиби Дарк |                                                     |
| 2011      | How I Met Your Mother                          | Мала девојчица  | Епизода: „Challenge Accepted”                       |
| 2013–2015 | Уклети Хатавејеви                              | Френки Хатавеј  | Главна улога                                        |
| 2014      | Charlie at a Grown-Up Dinner                   | Чарли           | Кратки филм                                         |
| 2014      | Ловци на Деда Мраза                            | Зои             | Телевизијски филм                                   |
| 2015      | Инстант мама                                   | Грејси          | Епизоде: „Thumper for President”, „Walk Like a Boy” |
| 2015      | Nickelodeon's Ho Ho Holiday                    | Себе            | Телевизијски специјал                               |
| 2016–2018 | Школа рока                                     | Томика          | Главна улога                                        |
| 2016–2019 | Кућа Бука                                      | Рони Ен         | Споредна гласовна улога                             |
| 2016      | Алберт                                         | Моли            | Гласовна улога; телевизијски филм                   |
| 2017      | Nickelodeon's Not So Valentine's Special       | Себе            | Главна улога                                        |
| 2017      | Ники, Рики, Дики и Дон                         | Симон           | Епизода: „To Be Invited or Not to Be”               |
| 2017      | Nickelodeon's Sizzling Summer Camp Special     | Делрес          | Телевизијски специјал                               |
| 2017      | Бекство из библиотеке господина Лемончела      | Акими           | Телевизијски филм                                   |
| 2017      | Mariah Carey's All I Want for Christmas Is You | Мала Марија     | Гласовна улога                                      |

## Награде и номинације
| Година | Награда                         | Категорија               | Рад        | Резлуктат  | Реф.  |
| ------ | ------------------------------- | ------------------------ | ---------- | ---------- | ----- |
| 2017   | Nickelodeon Kids' Choice Awards | Омиљена женска ТВ звезда | Школа рока | Номинација | [ 3 ] |